# Matías Lucuix
Matías Raúl Lucuix (Buenos Aires, 20 novembre 1985) è un allenatore di calcio a 5 ed ex giocatore di calcio a 5 argentino, attuale commissario tecnico della Nazionale maschile di calcio a 5 dell'Argentina.

## Carriera

### Giocatore

#### Club
Considerato tra i migliori talenti della sua generazione, Lucuix cresce nel settore giovanile del River Plate, debuttando in prima squadra non ancora maggiorenne. Nel 2007 viene acquistato dalla formazione spagnola del Segovia dove rimane per quattro stagioni. Nel 2011 si trasferisce all'Inter con cui vince il suo primo e unico trofeo, la Supercoppa spagnola del 2011. La carriera del giocatore si interrompe bruscamente l'8 novembre 2012 in seguito a un grave infortunio occorsogli con la Nazionale durante il Mondiale in Thailandia.

#### Nazionale
Con la Nazionale maschile di calcio a 5 dell'Argentina ha preso parte alla Copa América 2008, conclusa dall'albiceleste al terzo posto, e a due edizioni del campionato mondiale: 2008 e 2012. La carriera del laterale si interrompe bruscamente l'8 novembre 2012, nella fase a gironi di quest'ultima edizione: in seguito a uno scontro di gioco avvenuto durante la partita contro l'Australia, ininfluente ai fini del passaggio del turno, Lucuix riporta una frattura scomposta del perone e una frattura obliqua della tibia. Sebbene i tempi di recupero fossero inizialmente stimati attorno ai 10 mesi, il calcettista non si riprenderà più, andando incontro a una serie di ricadute che lo convinceranno ad annunciare il proprio ritiro tre anni più tardi.

### Allenatore
Dopo il ritiro, entra nello staff tecnico della Nazionale maschile di calcio a 5 dell'Argentina in qualità di assistente di Diego Giustozzi. Nel 2016 la selezione albiceleste vince il suo primo Mondiale, superando in finale la Russia per 5-4. Due anni più tardi viene nominato commissario tecnico in sostituzione dello stesso Giustozzi, passato ad allenare l'ElPozo Murcia.

## Palmarès

### Giocatore
- Supercoppa spagnola: 1
Inter: 2011

### Allenatore
- Coppa America: 1
Paraguay 2022